# Sugababes
Sugababes est un groupe britannique composé de trois chanteuses originaires de Londres. Au départ formé par Keisha Buchanan, Mutya Buena et Siobhán Donaghy, le groupe se composera également de Heidi Range, Amelle Berrabah et Jade Ewen, chacune d'entre elles remplaçant un membre de la formation initiale entre 2001 et 2009. Le groupe retrouvera finalement sa formation d’origine en 2013.
Le groupe s'est formé en 1998, puis a sorti plus de 25 singles (dont 7 se sont classés #1 au Royaume-Uni) et 8 albums. C'est aussi l'un des rares groupes anglais à avoir placé 5 de ses albums dans le Top 3 des ventes au Royaume-Uni. En 2003, elles ont également remporté un Brit Award dans la catégorie Best Dance Act. Elles ont vendu près de 8 millions d'albums rien qu'au Royaume-Uni.
Avec la sortie de leur single About You Now, les Sugababes sont devenues le premier groupe à se classer #1 des ventes au Royaume-Uni du seul fait des ventes par téléchargement.

## Histoire

### 1998-2001: Formation,One Touchet départ de Siobhàn Donaghy
Les Sugababes se forment en 1998, entre Keisha Buchanan, Mutya Buena et Siobhán Donaghy, alors âgées de 14 et 15 ans. Le premier single du groupe, Overload, sort en 2000 et est un gros succès dans plusieurs pays européens (#6 au R-U, #3 en Allemagne, #5 en Autriche, #3 en Suisse).
Le premier album des Sugababes, One Touch, sort un mois plus tard, dans un premier temps uniquement au Royaume-Uni et en Irlande. Il est majoritairement écrit par les filles elles-mêmes. Cet opus s'écoule à 220 000 exemplaires au Royaume-Uni, un résultat insuffisant pour satisfaire leur label London Records. Le contrat du groupe n'est pas renouvelé et Siobhán Donaghy, qui se sent isolée dans le groupe, quitte les Sugababes pour lancer sa carrière solo.

### 2001-2003: Nouvelle formation,Angels With Dirty Faceset succès commercial
Siobhán Donaghy est remplacée à l'automne 2001 par Heidi Range, par l'intermédiaire d'un casting. Alors âgée de 18 ans, cette ex-membre du groupe Atomic Kitten fait sa première prestation avec le groupe aux MTV Europe Music Awards 2001. En 2002 sort le second album, Angels with Dirty Faces via Island Records, dont sont extraits les singles Freak Like Me (#1 des charts britanniques), Round Round (#1), Stronger (#7) et Shape (#11). L'album apparaît plus sexy et mature que le premier.

### 2003-2004:Three

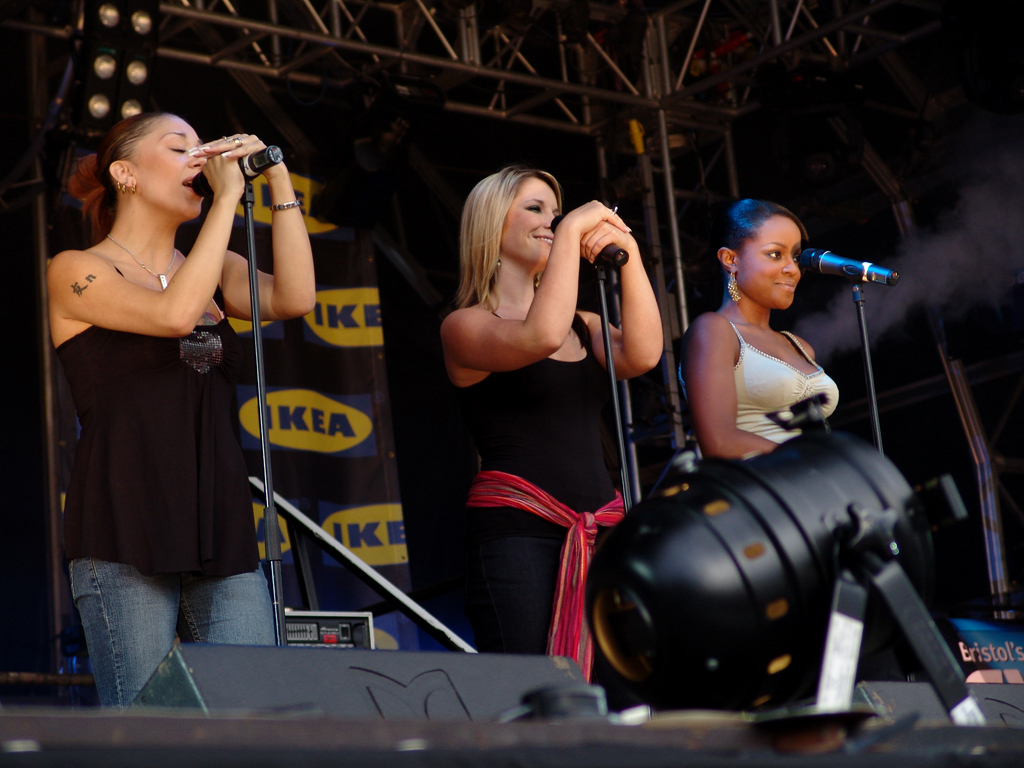
Sugababes en 2004.

Le troisième album du groupe, sorti en 2003, s'appelle Three. Il contient les singles Hole In The Head (#1 des charts britanniques), Too Lost in You (#10 dans les charts ; à l'origine, cette chanson a été enregistrée en français par Patricia Kaas sous le titre Quand j'ai peur de tout pour son album Dans ma chair sorti en 1997), In The Middle (#8) et Caught In A Moment (#8). Après avoir sorti cet album, le groupe fait une pause, quand Mutya accouche d'une petite fille nommée Tahlia-Maya Buena, ce prénom fait référence à sa sœur disparue. Pendant cette pause, les filles font une apparition au Live 8 à Édimbourg, et composent leur quatrième album.

### 2005-2006:Taller in More Wayset départ de Mutya Buena
Le quatrième album des Sugababes, Taller In More Ways, sort en octobre 2005. Son premier single, Push the Button, devient numéro 1 des charts britanniques et agite les charts du monde entier. Peu de temps après, Mutya quitte le groupe pour des raisons personnelles, et est remplacée par Amelle Berrabah. Le groupe annonce une tournée avec Take That.

### 2006:Overloaded: The Singles Collection

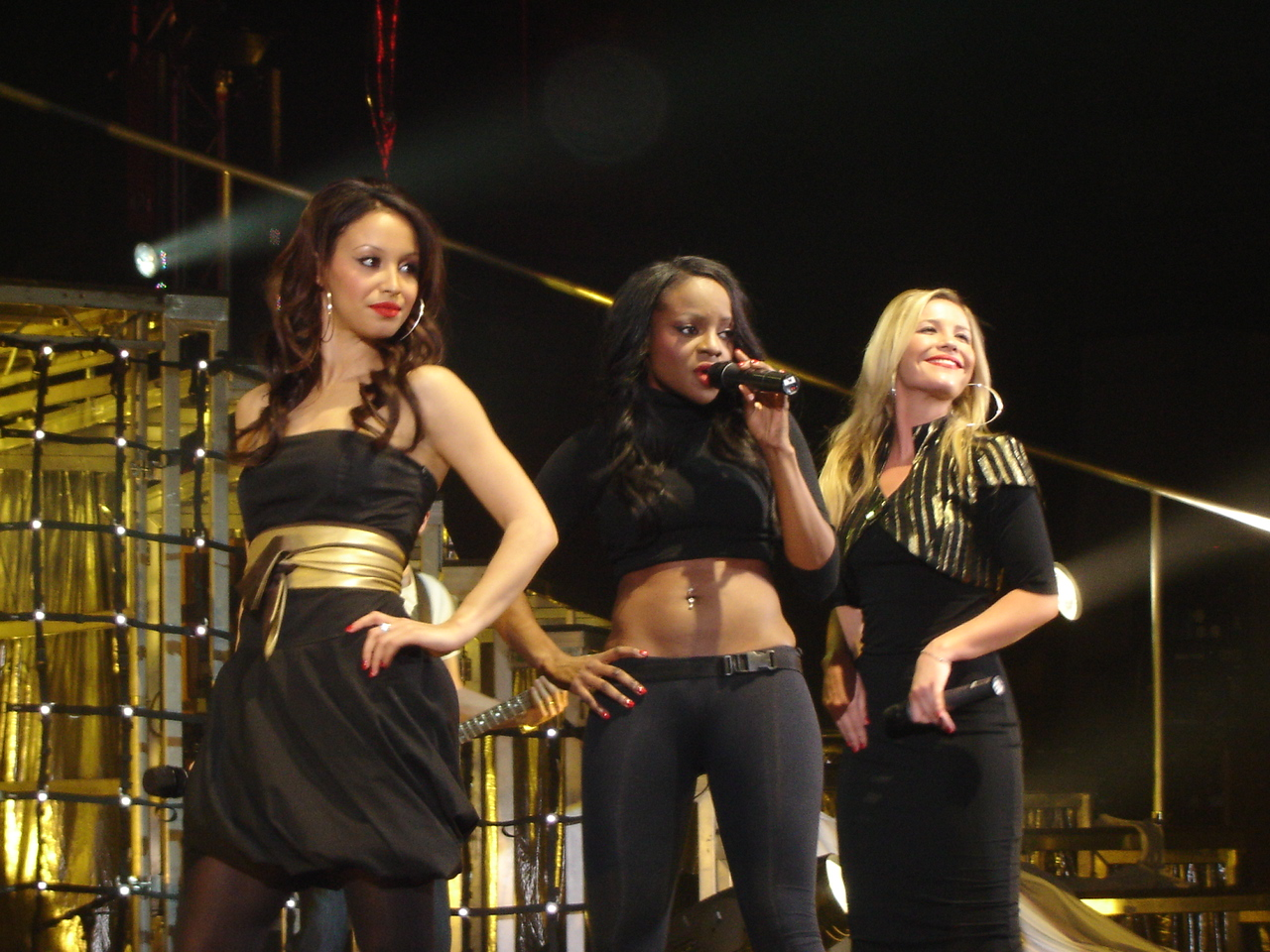
La troisième formation des Sugababes en avril 2006.

Fin 2006, le groupe sort son premier best of : Overloaded : The Singles Collection. Le disque atteint la troisième place dans les classements et 500 000 copies écoulées à ce jour. À la suite du demi-échec du single Easy, extrait de cette compilation, la maison de disques annule la sortie du deuxième titre inédit Good To Be Gone.
Malgré le succès modéré de cet album, les Sugababes parviennent à rebondir grâce à une collaboration surprenante avec l'autre groupe féminin pop le plus populaire au Royaume-Uni de ces cinq dernières années, les Girls Aloud. Ensemble, elles enregistrent une reprise du tube d'Aerosmith et Run DMC, Walk This Way. Porté par la popularité des deux groupes, le single atteint la première place des ventes en mars 2007. Cela permet aux Sugababes de revenir immédiatement sur le devant de la scène.

### 2007-2009:ChangeetCatfights And Spotlights

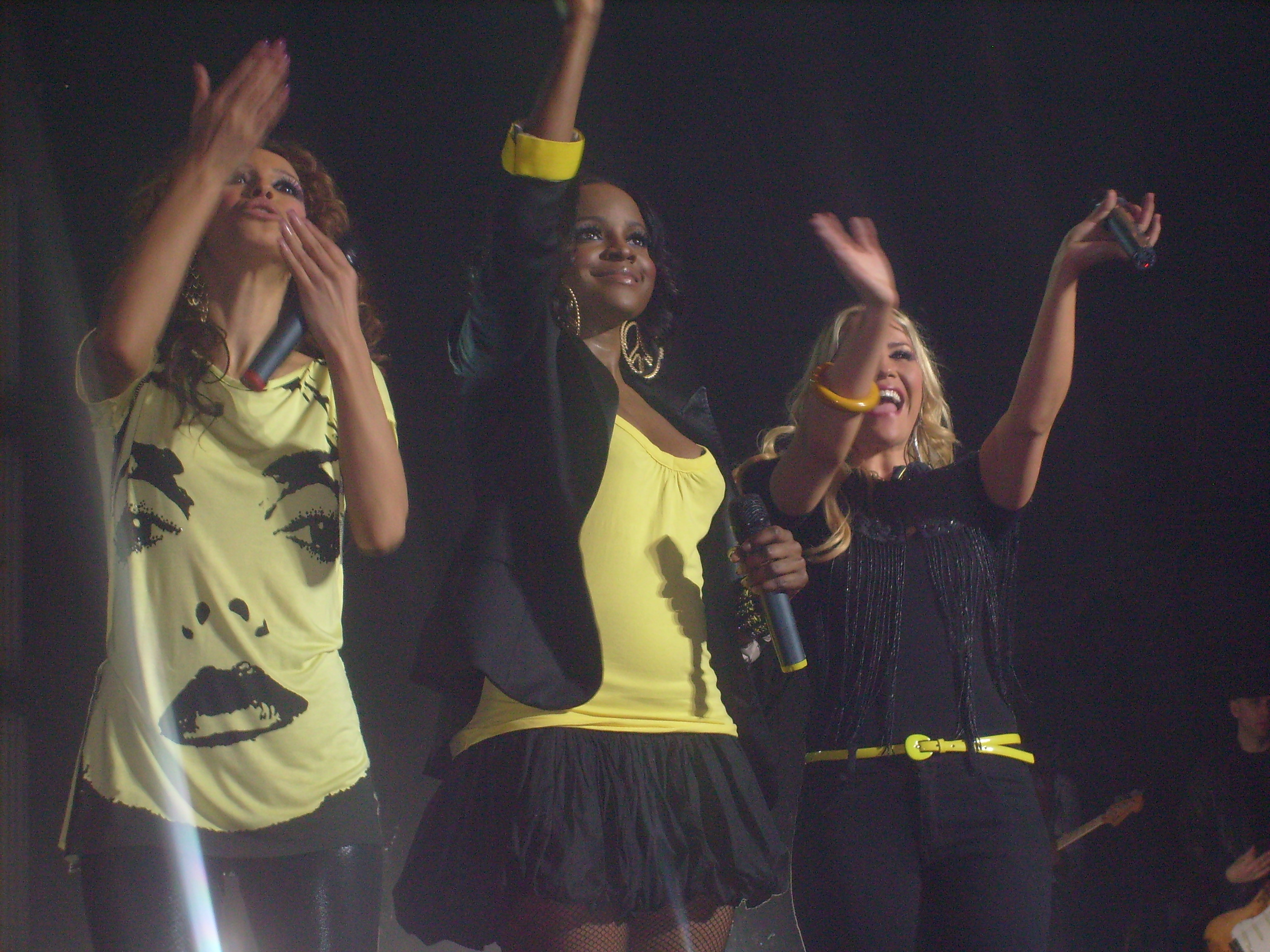
La troisième formation des Sugababes en avril 2008 lors de la tournée Change, la plus importante à ce jour.

Change est le cinquième album studio des Sugababes, sorti en octobre 2007 dans la plupart des territoires européens. Il marque réellement le remplacement de Mutya Buena par Amelle Berrabah ; on y retrouve des productions de Dr Luke, Jony Rockstar, Dallas Austin, Deekay, parmi d'autres. About You Now, le premier single, arrive à se classer en haut des charts de plusieurs pays européens et atteint la première place au Royaume-Uni.
Catfights And Spotlights est leur sixième album studio sorti au Royaume-Uni le 20 octobre 2008. Il a été principalement produit par Klas Å Hlund, Steve Booker et Orson, avec la contribution de Si Hulbert, The Invisible Men, Melvin Kuiters et Max Martin. Le premier single Girls est un relatif succès à l'international. C'est aussi le dernier album avec Keisha Buchanan.

### 2009-2011:Sweet 7puis éviction controversée de Keisha Buchanan
L'album suivant Sweet 7 sortira dans un climat tendu, marqué par l'éviction de Keisha Buchanan. Elle sera remplacée au pied levé par Jade Ewen. Auparavant, elle avait représenté le Royaume-Uni au Concours Eurovision de la chanson 2009, avec une honorable 5e place. Les deux premiers singles de l'album, Get Sexy et About A Girl, ont plus ou moins éveillé les charts britanniques à cause du départ de Keisha Buchanan. Elles lanceront l'album en 2010 avec le titre Wear my Kiss. Malgré un assez bon accueil du single, l'album sera un véritable échec commercial.
En septembre 2011, le groupe dévoile Freedom, un single en téléchargement gratuit. Le groupe présente ce titre comme un cadeau pour les fans avant la sortie d'un nouvel album, qui ne sortira finalement jamais. Ce n'est qu'en août 2013 que Jade Ewen finit par confirmer la séparation du groupe.

### 2011-2013: Séparation des Sugababes et formation de MKS

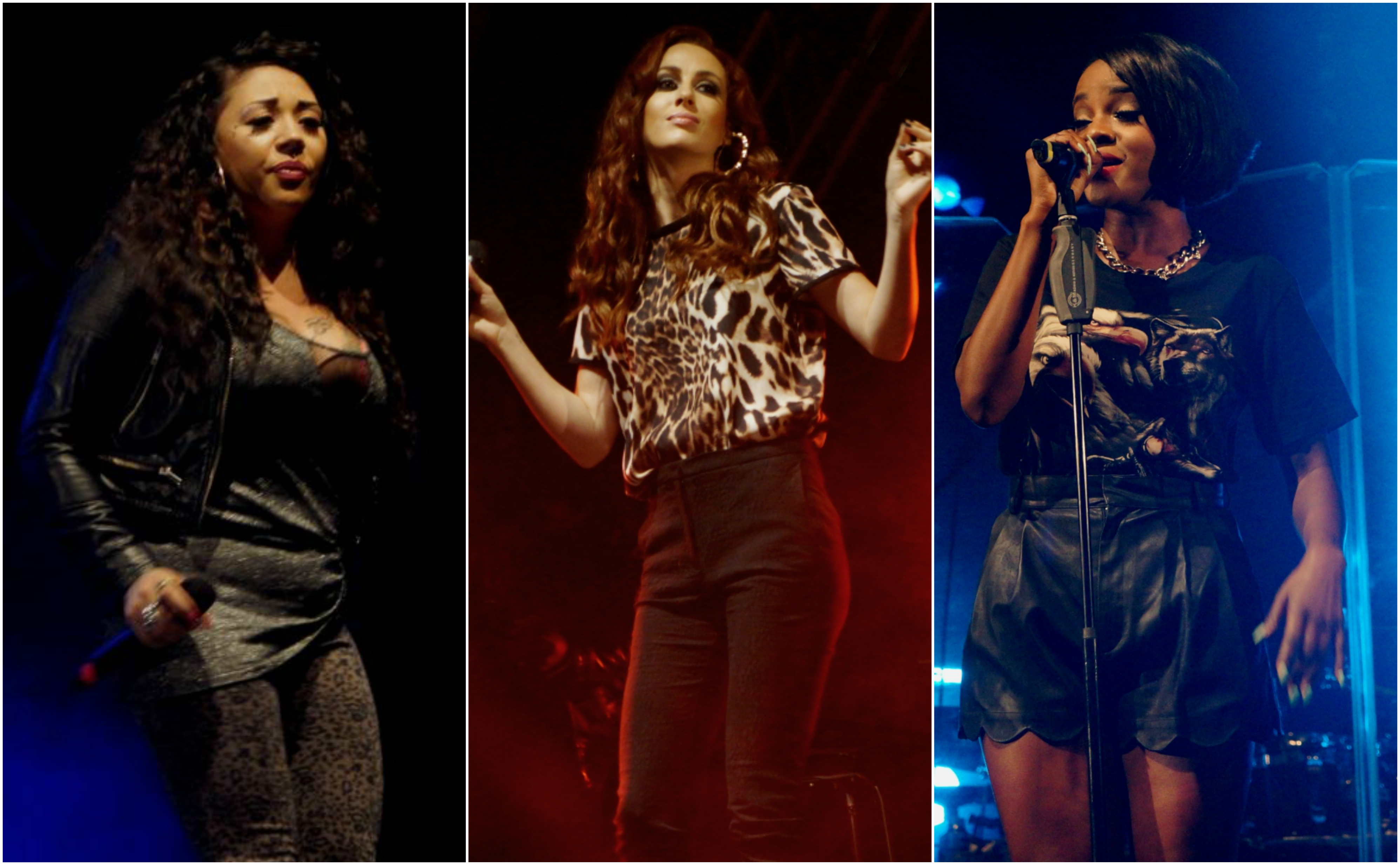
La formation originale des Sugababes après leur reformation sous le nom de Mutya Keisha Siobhán, lors de la Manchester Pride en août 2013.

En octobre 2011, plusieurs médias britanniques ont fait part d'une éventuelle reformation de la première formation de Sugababes,,. En janvier 2012, les rumeurs s'amplifient, après que Mutya Buena et Keisha Buchanan aient tweeté qu'elles étaient au studio avec deux autres femmes et le rappeur britannique Professor Green. Cependant, Mutya Buena a par la suite nié ces allégations. Néanmoins, la chanteuse écossaise Emeli Sandé a confirmé au micro de MTV UK qu'elle avait écrit des chansons pour Mutya Buena, Keisha Buchanan et Siobhán Donaghy, disant: "Oui, c'est vrai. J'ai écrit pour les membres fondatrices des Sugababes, ce qui me met en joie car je les ai tout de suite adorées quand elles sont arrivées sur la scène musicale. J'ai adoré leur son, c'était génial, différent, et je suis heureuse d'être impliqué dans le projet de celles qui ont fait débuter le groupe".
En avril 2012, de nouvelles rumeurs faisaient état de la signature d'un contrat d'un million de livres sterling avec Polydor Records. En juin 2012, Donaghy a confirmé sur Twitter que de nouveaux titres allaient être diffusés.
Le 20 juillet 2012, il a été officiellement confirmé que le groupe s'était reformé sous le nom de Mutya Keisha Siobhan, et qu'elles étaient en studio pour préparer un nouvel album sous le label Polydor. Plusieurs jours avant la confirmation, des internautes avaient vu que le nom avait été officiellement enregistré comme marque dans l'Union européenne le 27 juin 2012.
Le groupe assiste à la cérémonie d'ouverture des Jeux olympiques d'été de 2012 et publie des photos sur leur page Instagram officielle, marquant la première apparition publique du trio originel depuis onze ans. Le 6 août, le groupe confirme qu'il ont écrit deux chansons avec Shaznay Lewis, ancien membre des All Saints . Elles déclarent également que leur nouvel album était bientôt finalisé.
En novembre 2012, le groupe a été nommé au Yahoo! Gossip Best Girl Band of 2012 aux côtés de Little Mix, Stooshe, Girls Aloud, The Saturdays et Spice Girls . Le groupe apparaît également en couverture du magazine Ponystep en décembre 2012.

### 2013: Reformation du groupe d’origine sous le nom Mutya Keisha Siobhan
Ce même mois, MKS donne un concert privé à la soirée du Nouvel An de Ponystep. Elles y interprètent différents singles des Sugababes ainsi qu'une reprise de Diamonds de Rihanna. Il s'agit de la première représentation publique du groupe d'origine depuis plus de 10 ans. Une vidéo filmée par des fans devient virale avec plus de 70 000 vues en seulement deux jours. Dans une interview à BBC News, MKS déclare avoir décidé de se reformer car elles sentaient qu'elles avaient encore quelque chose à donner.
Le 7 janvier 2013, le groupe met en ligne un court extrait acapella du titre Boys sur le compte YouTube de Keisha. Le même jour, Popjustice sort un clip de trois secondes de la version studio, le qualifiant d'incroyable. Le groupe signe avec Storm Model Management,.
Le 14 mars, le producteur du groupe, Dev Hynes, met en ligne un titre sur sa page officielle SoundCloud, déclarant que le morceau ne figurerait pas sur le prochain album du groupe. Lay Down in Swimming Pools est une réinterprétation de Swimming Pools (Drank) de Kendrick Lamar. Dev Hynes déclaire ensuite: "Je viens de terminer l'enregistrement de nouvelles musiques avec Mutya, Keisha et Siobhan, et les filles avaient envie de s'amuser un peu à la fin de la dernière session - profitez-en!". Le 26 mars, le groupe sort un remix du single Entertainment de Phoenix.
Le 4 juin, le groupe dévoile le titre du premier single de MKS : Flatline. Le 13 juin, un extrait d'une minute et onze secondes de la chanson a été dévoilé sur leur page SoundCloud. Le 2 juillet, le trio annonce via sa page Facebook que la version complète de la chanson serait sur leur page officielle SoundCloud le 4 juillet à 14h00. Lors de la session Google+ Hangout du groupe après la première de Flatline, les titres de plusieurs titres de leur prochain album ont été révélés, à savoir Back in the Day, Drum et Beat Is Gone. Lors du tournage du clip de Flatline à Los Angeles, MKS a été interviewé par Billboard. Deux autres chansons de leur prochain album, I'm Alright et Victory (co-écrit avec Sia), ont été mentionnées, tandis que Boys a également été confirmé dans le cadre de la liste des titres. Dans une autre interview avec Idolator, le groupe déclare qu'une nouvelle version de Lay Down in Swimming Pools serait incluse. L'album est annoncé pour 2014.
MKS donne son premier concert officiel à Scala le 1er août. Parmi les classiques du groupe Sugababes, Overload, Run for Cover, Stronger et Freak like Me, le trio a également interprété plusieurs nouvelles chansons de leur prochain album, dont I'm Alright, Love Me Hard, Boys, Today et No Regrets. Lay Down in Swimming Pools et un medley de Flatline/Push the Button ont été joués en rappel.
Début octobre, le groupe apparaît sur Google+ Sessions, interprétant trois titres acoustiques en direct: la nouvelle chanson No Regrets, le classique des Sugababes Caught in a Moment et Royals, une reprise d'un titre de Lorde. Le 6 novembre 2013, Mutya a déclaré qu'elle était prête à récupérer le nom de Sugababes, Jade Ewen ayant révélé que le groupe s'était séparé deux ans plus tôt. Du 8 au 16 novembre 2013, le groupe a entrepris la tournée The Sacred Three, jouant six dates à travers le Royaume-Uni.

### 2014-2018: Pause de la formation MKS
Début 2014, le groupe a cessé de se produire ou d'apparaître ensemble, et les profils de réseaux sociaux du groupe ont cessé d'être mis à jour. Tout cela fait spéculer parmi les fans que le groupe s'est séparé, ou qu'elles ont été remerciées par leur label. 
Entre cette date et fin 2019, aucune nouvelle musique ne sortira. Mais à plusieurs reprises, les membres du groupe ont déclaré qu'elles travaillaient toujours ensemble,,.

### 2019-présent: MKS redevient Sugababes etThe Lost Tapes
En août 2019, DJ Spoony annonce que le trio original apparaîtra sur son prochain album Garage Classical, avec une reprise de Flowers de Sweet Female Attitude. En septembre 2019, la tracklist officielle de l'album révèle que le trio est crédité sous le nom de Sugababes, pour la première fois depuis la dissolution du groupe en 2011. Elles font leur grand retour au Graham Norton Show le 18 octobre 2019. Après cette performance, le groupe confirme qu'elles travaillent sur de la nouvelle musique et un projet spécial pour le 20e anniversaire de One Touch. Cependant, les plans ont été décalés en raison de la pandémie de la COVID-19.
Le 11 mai 2021, Sugababes sort une nouvelle version du single Run For Cover de 2001 en duo avec MNEK,. Le même jour, elles annoncent une réédition de One Touch à l’occasion de son 20e anniversaire, comprenant des démos et des remixes inédits de Dev Hynes, Metronomy et d'autres. Le 22 juin 2021, les Sugababes sortent un remix de Blood Orange sur le morceau Same Old Story,,,. L'album atteint le top 18, surpassant le top 26 original. Les Sugababes participent ensuite au festival Mighty Hoopla en juin 2022 à Londres . Le 20 mai 2022, il a été annoncé que le groupe ferait la première partie du groupe Westlife lors de leur concert à Dublin. Elles feront par la suite d'autres apparitions dans des festivals de musique au cours de l'été, notamment à Glastonbury, au Victorious Festival de Portsmouth  et au Margate Pride Festival.
Le 3 juin 2022, Flatline, le premier single de MKS, est réédité sous le nom Sugababes. Le 23 juin 2022, les Sugababes annoncent une tournée de 17 dates. Elles annoncent également un concert exceptionnel One Night Only at the O2, prévu en 2023.
Fin 2022, elles sortent l'album The Lost Tapes, composé des titres enregistrés depuis leurs retrouvailles en tte 2013 et 2014.

## Membres

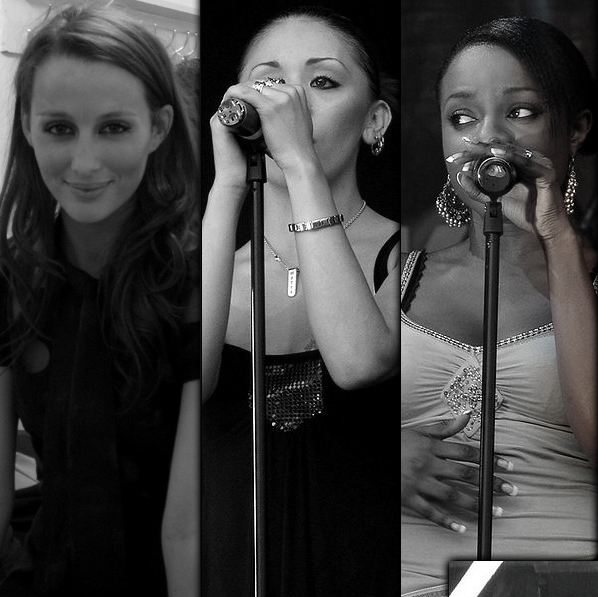
De gauche à droite : Siobhan Donaghy, Mutya Buena et Keisha Buchanan.

| Members | Members                           | 1998 | 1999 | 2000 | 2001 | 2002 | 2003 | 2004 | 2005 | 2006 | 2007 | 2008 | 2009 | 2010 | 2011 | 2013 | 2019 | 2020 | 2021 | 2022 | 2023 |
| ------- | --------------------------------- | ---- | ---- | ---- | ---- | ---- | ---- | ---- | ---- | ---- | ---- | ---- | ---- | ---- | ---- | ---- | ---- | ---- | ---- | ---- | ---- |
|         | Siobhán Donaghy (1998-2001/2013-) |      |      |      |      |      |      |      |      |      |      |      |      |      |      |      |      |      |      |      |      |
|         | Mutya Buena (1998-2005/2013-)     |      |      |      |      |      |      |      |      |      |      |      |      |      |      |      |      |      |      |      |      |
|         | Keisha Buchanan (1998-2009/2013-) |      |      |      |      |      |      |      |      |      |      |      |      |      |      |      |      |      |      |      |      |
|         | Heidi Range (2001-2011)           |      |      |      |      |      |      |      |      |      |      |      |      |      |      |      |      |      |      |      |      |
|         | Amelle Berrabah (2005-2011)       |      |      |      |      |      |      |      |      |      |      |      |      |      |      |      |      |      |      |      |      |
|         | Jade Ewen (2009-2011)             |      |      |      |      |      |      |      |      |      |      |      |      |      |      |      |      |      |      |      |      |

### Téléréalité
En janvier 2008, Amelle Berrabah, Keisha Buchanan et Heidi Range participent à Big Brother: Celebrity Hijack, où apparaissent notamment Kelly Osbourne et Malcolm McLaren.
En janvier 2009, Mutya Buena est candidate de la saison 6 de Celebrity Big Brother, où apparaissent notamment Coolio, LaToya Jackson et Verne Troyer.
En 2012, Heidi Range participe à la saison 7 de Dancing on Ice.
Jade Ewen participe également à plusieurs émissions de téléréalité à la suite du déclin du groupe.

## Discographie
- 2000 : One Touch
- 2002 : Angels with Dirty Faces
- 2003 : Three
- 2005 : Taller In More Ways
- 2007 : Change
- 2008 : Catfights and Spotlights
- 2010 : Sweet 7
- 2022 :  The Lost Tapes

### Tournées
| Année(s) | Titre                        | Concerts | Album(s) soutenu(s)                 |
| -------- | ---------------------------- | -------- | ----------------------------------- |
| 2003     | Angels with Dirty Faces Tour |          | One Touch / Angels with Dirty Faces |
| 2004     | Three Tour                   |          | Three                               |
| 2006     | Taller in More Ways Tour     | 16       | Taller in More Ways                 |
| 2007     | The Greatest Hits Tour       | 13       | Overloaded: The Singles Collection  |
| 2008     | Change Tour                  | 30       | Change                              |
| 2013     | The Sacred Three Tour        | 6        |                                     |
| 2022     | Sugababes UK Tour            | 17       | The Lost Tapes                      |
| 2023     | Sugababes Australian Tour    |          | The Lost Tapes                      |
| 2023     | One Night Only at the O2     | 1        | The Lost Tapes                      |

Première partie
- Blazin' Squad – UK Tour (2002)
- No Angels – Four Seasons Tour (2002)
- Take That – The Ultimate Tour (2006)
- Westlife – The Wild Dreams Tour(2022)
- Take That – Live at Hyde Park (2023)

## Référence
1. ↑  « Eurovision-fr.net - Concours Eurovision de la Chanson 2009 », sur eurovision-fr.net via Wikiwix (consulté le 3 novembre 2023).
2. ↑  (en) Lewis Corner, « Sugababes original lineup to reform? », Digital Spy, Hearst Magazines UK,‎ 19 octobre 2011 (lire en ligne, consulté le 20 juillet 2012)
3. ↑  (en) « Original Sugababes lineup of Keisha, Mutya and Siobhan set to reform », Metro, Associated Newspapers, 18 octobre 2011 (consulté le 20 juillet 2012)
4. ↑  (en) « Original Sugababes line-up rumoured to be reforming », NME, IPC Media,‎ 18 octobre 2011 (lire en ligne, consulté le 20 juillet 2012)
5. 1 2  (en) Lewis Corner, « Mutya Buena denies original Sugababes reunion plans », Digital Spy, Hearst Magazines UK,‎ 9 janvier 2012 (lire en ligne, consulté le 20 juillet 2012)
6. ↑  (en) Joanne Dorken, « Emeli Sande Confirms Song With Original Sugababes », MTV UK, MTV Networks,‎ 25 janvier 2012 (lire en ligne, consulté le 20 juillet 2012)
7. ↑  (en) « Sugababes sign £1m record deal », RTÉ.ie, RTÉ,‎ 1er avril 2012 (lire en ligne, consulté le 20 juillet 2012)
8. ↑  (en) Lewis Corner, « Sugababes original lineup to unveil new music within 10 weeks », Digital Spy, Hearst Magazines UK,‎ 25 juin 2012 (lire en ligne, consulté le 20 juillet 2012)
9. ↑  Greg Cochrane, « Original Sugababes regroup as Mutya Keisha Siobhan », bbc, BBC, Newsbeat,‎ 20 juillet 2012 (lire en ligne [archive du 22 juillet 2012], consulté le 20 juillet 2012).
10. ↑  (en) Louise Saunders, « Original Sugababes come up with catchy new relaunch name... Mutya Keisha Siobhan », Daily Mail, Daily Mail and General Trust,‎ 20 juillet 2012 (lire en ligne, consulté le 20 juillet 2012)
11. ↑  Mutya Keisha Siobhan get in the studio with All Saints’ Shaznay Lewis. Metro.co.uk (7 August 2012).
12. ↑  « Poll: Vote for your Best Girlband of 2012– will it be comeback queens Girls Aloud or new kids on the block Little Mix? » [archive du 11 décembre 2012], Yahoo! UK & Ireland, omg!, 28 novembre 2012 (consulté le 16 décembre 2012).
13. ↑  Mutya, Keisha and Siobhan reveal how they worked through their problems as they gear up for new music release | Mail Online. Dailymail.co.uk (26 November 2012).
14. ↑  Owen Tonks, « They're back! Original Sugababes perform in public for first time in over a decade as newly reformed MKS », Daily Mail,‎ 1er janvier 2013 (lire en ligne, consulté le 1er janvier 2013)
15. ↑  « We are SUPER EXCITED to announce that we now represent @MKS Official », Twitter, Westminster, London, Storm Model Management,‎ 7 janvier 2013 (lire en ligne, consulté le 18 janvier 2013)
16. ↑  « Stormmodels.com » [archive du 24 avril 2013], sur Stormmodels.com
17. ↑  Mutya Keisha Siobhan release Kendrick Lamar cover – listen – Music News. Digital Spy (14 March 2013).
18. ↑  Mutya Keisha Siobhan feature on Blood Orange remix of Phoenix's 'Entertainment' – listen | News. Nme.Com (26 March 2013).
19. ↑  « Mutya Keisha Siobhan announce new single 'Flatline' », Digital Spy,‎ 3 juin 2013 (lire en ligne)
20. ↑  « Mutya Keisha Siobhan preview new single 'Flatline' – listen », Digital Spy,‎ 13 juin 2013 (lire en ligne)
21. ↑  Price, Simon (3 August 2013). "Simon Price on Mutya Keisha Siobhan: A proper Suga rush from the original babes". The Independent. Retrieved 8 August 2013.
22. ↑  Daniel Sperling, « Mutya Buena open to reclaiming Sugababes name for MKS », Digital Spy, Hearst Magazines UK,‎ 7 novembre 2013 (lire en ligne, consulté le 21 novembre 2013)
23. ↑  Alim Kheraj, « Sugababes : Have the originals got the name back? » [archive du 11 septembre 2020], sur Digitalspy.com, 2 juillet 2016 (consulté le 30 juin 2020).
24. ↑  « Original Sugababes line-up Mutya, Keisha, Siobhan will release their long-awaited album next year », sur Digitalspy.com (consulté le 27 juin 2016)
25. ↑  « Sugababes Keisha Buchanan insists MKS album is still coming », sur CelebsNow.co.uk, 21 août 2017 (consulté le 22 mars 2020)
26. ↑  (en-GB) Rob Copsey, « DJ Spoony talks teaming up with Sugababes, Paloma Faith and Lily Allen on Garage Classical album and the garage revival », sur Officialcharts.com, 28 août 2019 (consulté le 20 septembre 2019)
27. ↑  (en-GB) « Garage Classical », sur Music.apple.com, 19 septembre 2019 (consulté le 20 septembre 2019)
28. ↑  (en-US) « Sugababes comeback debut performance on The Graham Norton Show », sur CelebsNow, 10 octobre 2019 (consulté le 16 octobre 2019)
29. ↑  Adam White, « Sugababes reunion: Mutya, Keisha and Siobhan confirm new music for 20th anniversary », sur Independent (U.K), 19 octobre 2019 (consulté le 19 octobre 2019)
30. ↑  Newsdesk, « Sugababes star Mutya Buena has teased a return with a new EP » [archive du 7 août 2020], sur Music-News, United Kingdom, 27 avril 2020 (consulté le 28 avril 2020)
31. ↑  Gary Ryan, « Sugababes tell us about celebrating 20 years of 'One Touch' and plans for new music - Check out the new remix of 'Run For Cover' by MNEK from the upcoming reissue of their debut, as the pop icons talk to us about their early days, Little Mix, racism and "going to work on something fresh" » [archive du 13 mai 2021], sur NME, 11 mai 2021 (consulté le 11 mai 2021)
32. ↑  « Sugababes Announce 'One Touch' 20th Anniversary Edition / Premiere MNEK 'Run For Cover' Remix » [archive du 11 mai 2021], sur thatgrapejuice, 11 mai 2021 (consulté le 11 mai 2021)
33. ↑  « Sugababes Same Old Story Blood Orange remix » [archive du 21 juin 2021], sur iTunes, United Kingdom, 27 novembre 2000 (consulté le 22 juin 2021)
34. ↑  Gary Ryan, « Sugababes share Blood Orange remix of 'Same Old Story' and talk fighting for independence » [archive du 9 juillet 2021], sur NME, United Kingdom, 22 juin 2021 (consulté le 5 juillet 2021)
35. ↑  Jordan Darville, « Listen to Blood Orange's remix of "Same Old Story" by Sugababes » [archive du 9 juillet 2021], sur mixmag, United Kingdom, 22 juin 2021 (consulté le 5 juillet 2021)
36. ↑  Jemima Skala, « BLOOD ORANGE REMIXES SUGABABES' 'SAME OLD STORY' » [archive du 27 juin 2021], sur The Fader, United Kingdom, 27 juin 2021 (consulté le 5 juillet 2021)
37. ↑  « Sugababes to headline Mighty Hoopla 2022 » [archive du 4 novembre 2021], sur NME, 30 octobre 2021 (consulté le 4 novembre 2021)
38. ↑  « Victorious Festival lineup » (consulté le 7 juin 2022)
39. ↑  « Margate Pride Festival lineup » (consulté le 7 juin 2022)